# Трифакино
Трифакино — деревня в Воскресенском районе Нижегородской области России. Входит в состав Богородского сельсовета.

## География
Деревня Трифакино расположена на правом берегу реки Ветлуги в 12 километрах от районного центра — посёлка городского типа Воскресенское. Вблизи деревни находится местность под названием Трепаков Яр.

## История
Происхождение названия неизвестно, но в этой форме существует по крайней мере с 1880-х годов.
В XIX — начале XX века деревня Трифакино входила в состав Макарьевского уезда.

## Население
| 1999 | 2002 | 2010 |
| ---- | ---- | ---- |
| 34   | ↗36  | ↘22  |

## Инфраструктура
Улицы деревни Трифакино: Береговая, Заовражная, Пристанская.

## Культура
В деревне находится «Усадьба художников».